# Îles Adlavik
Les îles Adlavik (anglais : Adlavik Islands) sont des îles situées dans la province de Terre-Neuve-et-Labrador, au Canada.

## Toponymie
Le nom Adlavik est d'origine inuite et a été traduit par E.P. Wheeler comme « l'endroit où l'on tue les Indiens ».

## Géographie
Les îles Adlavik sont un petit archipel d'îles et îlots de taille variable situées sur la côte de l'océan Atlantique.
Les îles les plus proches de la côte se trouvent à environ 2 km du Labrador continental.
Les plus grandes îles sont l'île Kikkertavak où se trouve le point culminant et l'île Long Tickle.
L'archipel se trouve à environ 20 km au sud-est de Makkovik.

## Géologie
Les roches des îles Adlavik sont de nature volcanique, faisant partie du groupe Aillik.

## Occupation humaine
Les îles Adlavik furent un port d'escale dès 1911.